# Grupo Gilberto Huber
Grupo Gilberto Huber foi um conglomerado empresarial brasileiro dos setores gráfico e editorial, dedicado principalmente à edição de listas telefônicas. Sob o comando de Gilberto Huber desde 1957, a empresa se expandiu para o setor de publicações especializadas e formou um grupo que incluía uma gráfica e três editoras.

## Principais empresas

### Listas Telefônicas Brasileiras
A LTB foi fundada em 1947 pelo empresário G. J. Huber, antigo diretor do departamento de listas da Companhia Telefônica Brasileira. A empresa começou suas atividades como fornecedora dos guias telefônicos do Rio de Janeiro. À época, não havia um catálogo comercial de números telefônicos. Huber, em troca dos direitos exclusivos de vender anúncios nas Páginas Amarelas, ofereceu-se para publicar gratuitamente a lista de assinantes e as Páginas Amarelas.
A LTB passou a produzir guias para quase todo o país, além de editar publicações especializadas. O grupo empresarial passou a incluir uma gráfica e três editoras.
Sob o comando de Gilberto Huber (filho do fundador) desde 1957, a LTB se expandiu notavelmente. Em 1962 a LTB tinha 97% de seus empregados como acionistas. Na mesma década, mudou sua razão social para Editora de Guias LTB S.A.
Ao longo dos anos 1970 a LTB teve dificuldade crescente de competir com outras editoras nas licitações de listas telefônicas promovidas por várias operadoras. Pressionada pela defasagem entre a inflação elevada e os valores dos contratos com a Telerj e a Telesp - principais sucessoras da CTB na operação de redes telefônicas - o grupo chegou a ser considerado "virtualmente insolvente" em 1977, o que levou Gilberto Huber a pedir ajuda aos ministérios da Fazenda e das Comunicações e estudar uma forma de permitir ao Banco do Brasil assumir o controle da holding das empresas.

### Ebid Editora Páginas Amarelas
No início da década de 1980, o grupo rescindiu seus contratos com as principais operadoras de telefonia por considerá-los lesivos à empresa. Na reorganização da sociedade, a Ebid sucedeu a LTB como empresa líder do Grupo Gilberto Huber.
A Ebid começou a publicar guias classificados sob a marca Páginas Amarelas, distribuindo-os paralelamente às listas telefônicas oficiais ou suprindo a falta destas em várias grandes cidades. Legislação de 1983 obrigava as operadoras de telefonia a licitar as listas telefônicas, mas Giberto Huber criticou a Telesp por selecionar os participantes por meio de cartas-convite. Telesp e Telerj contestaram na justiça a legalidade da atividade da Ebid por considerarem que os guias telefônicos da editora concorriam ilegalmente com as listas oficiais. Em 1987 a Justiça de São Paulo concluiu que as Páginas Amarelas da Ebid não eram listas telefônicas, mas "guias comerciais". O recurso da Telesp foi rejeitado pelo Tribunal de Justiça de São Paulo; mais tarde, o Superior Tribunal de Justiça ratificou os fundamentos da rejeição.
Com a privatização do sistema de telecomunicações do Brasil, em 1997, uma nova lei liberou a criação de listas telefônicas por qualquer agente privado, o que aumentou a concorrência sobre a Ebid. O grupo combateu na justiça as supostas imitações de Páginas Amarelas por outras empresas; porém, em 2007 a Oesp Gráfica, empresa do Grupo Estado voltada à produção de guias telefônicos, teve assegurado na Justiça Federal o direito de registrar a marca "Classificadas Amarelas" como claramente distinta de "Páginas Amarelas".
A popularização da internet, porém, provocou um declínio acentuado do setor de guias impressos. A Ebid encerrou suas atividades quando foi decretada a falência do Grupo Gilberto Huber.

### AGGS
Fundada como Artes Gráficas Gomes de Souza, era a divisão gráfica do grupo. Imprimiu a revista Senhor em sua primeira fase, quando a revista passou ao Grupo Gilberto Huber. Passou a se chamar AGGS Indústrias Gráficas S.A.

### Expansão Editorial
A Expansão Editorial (Exped) era uma editora de livros de interesse geral que operava com as marcas Expressão e Cultura e Liceu.

## Outras atividades
Em vários fóruns Gilberto Huber se destacou como porta-voz da classe empresarial, defensor do livre mercado e da democratização do capital através do mercado de ações,. Huber também participou do Comitê de Política Comercial, instituído em 1963 pelo Ministério da Indústria e Comércio.

## Controvérsia sobre influência no golpe de 1964
O Grupo Gilberto Huber foi copatrocinador do Instituto de Pesquisas e Estudos Sociais (IPES), organização não-governamental fundado em 1961 como um dos principais catalisadores do pensamento de oposição ao presidente João Goulart, o que teria influenciado a execução do golpe de 1964. O IPES tinha como função integrar movimentos sociais de direita para deter o "avanço do comunismo soviético no ocidente". O jornalista Milton Coelho da Graça ainda citou Gilberto Huber como "líder aparente" do Instituto Brasileiro de Ação Democrática (IBAD), entidade coirmã do IPES.

## Declínio e falência
Na década de 2000, a redução do mercado de guias telefônicos impressos levou o Grupo Gilberto Huber a uma crise da qual não se recuperaria. Na organização corporativa da época, a Ebid controlava 23 empresas e acumulava dívidas milionárias com a Previdência Social. A situação levou o grupo à falência.